# Progressiv metal
Progressiv metal, även kallad Prog metal, är en komplicerad form av metal, som experimenterar mycket, bland annat med taktarter. Den räknas som hårdare än den progressiva rocken.
Precis som inom progrocken är låtarna ofta relativt långa, 15-20 minuter är ingen ovanlighet, och många grupper blandar in andra musikgenrer i musiken, till exempel jazz och klassisk musik. Texterna är ofta mycket allvarliga och komplexa och konceptalbum är vanliga. Exempel på sådana album är Meshuggahs obZen, Dream Theaters , Metropolis Part 2: Scenes from a Memory, Tools Lateralus, Queensryches Operation: Mindcrime, Evergreys The Inner Circle, Pain of Salvations BE och Kamelots Epica och The Black Halo. Musikerna är vanligtvis mycket skickliga på sina respektive instrument och låtarna innehåller ofta långa solopartier.

## Historia
Progressiv metal har sin rötter i 1960- och 70-talens progressiva rock med band som Yes, Rush, UK, Pink Floyd, Genesis och King Crimson. Dock uppstod inte progressive metal som en egen genre förrän under 1980-talet då band som Queensrÿche, Fates Warning och Dream Theater blandade progrocken med heavy metal inspirerade av Black Sabbath, Iron Maiden, Metallica, Deep Purple med flera. Detta resulterade i en musikgenre med samma mentalitet som progrocken, alltså en strävan efter att vara nyskapande och tänja på gränserna, men med en hårdare och mer riffbaserad ljudbild. Av svenska band inom genren idag kan nämnas är Loch Vostok, Cloudscape, Opeth, Dan Swanö, Edge of Sanity, A.C.T, Evergrey, Pain of Salvation, Meshuggah, Glory to Shame, Incurvatus, Seventh Wonder, Darkwater, Pendulum Garden, Platitude och Wolverine.